# Nagaland
Il Nagaland (hindi: नागालैंड) è uno Stato dell'India, localizzato nella zona nord-orientale del Paese. Confina a nord e ad ovest con l'Assam, a nord-est con l'Arunachal Pradesh, a sud con il Manipur e ad est con il Myanmar. Le città principali sono Kohima, capitale amministrativa, e Dimapur, capitale economica nonché centro urbano più popoloso. È uno degli stati più piccoli dell'Unione Indiana, con una superficie di 16.579 km² e una popolazione di poco inferiore ai due milioni di abitanti.
Deve il suo nome all'unione del termine Naga, indicante collettivamente le tribù di lingua tibeto-birmana che abitano la regione e parti degli stati confinanti, con il termine inglese land.

## Storia
Non essendo le varie tribù Naga dotate di una scrittura propria, non sono disponibili fonti storiografiche dirette fino al XIX secolo, quando la regione fu occupata dalla Birmania. La zona è sempre stata abitata da popolazioni dedite principalmente all'agricoltura, organizzate secondo uno schema tribale, che intrattenevano rapporti di varia natura con le popolazioni confinanti. Il primo documento esterno citante l'esistenza dei Naga è il Mahābhārata, celebre poema epico indiano, dove vengono citati, sovente ambiguamente, sia come appartenenti a tribù orientali, che come semidivinità, aventi l'aspetto di serpenti con caratteristiche antropomorfe.
Nel 1816, l'odierno Nagaland fu invaso dal Regno di Birmania, al quale rimase sottoposto fino al 1826, quando gli Inglesi, che avevano occupato il vicino Assam, cominciarono a penetrare i territori birmani nell'ambito delle guerre anglo-birmane. L'annessione del territorio corrispondente all'attuale Nagaland fu completata nel 1892 ed esso venne incorporato alla provincia del Bengala, sino all'abbandono dei possedimenti indiani da parte degli Inglesi nel 1947. Il 1º dicembre 1963 il Nagaland è stato costituito come 16º Stato dell'Unione indiana.

## Cultura e religioni
Le quattordici tribù del Nagaland sono Angami Naga, Ao, Chakhesang, Chang, Khiamniungan, Konyak, Lotha, Phom, Pochury, Rengma, Sangtam, Sumi, Yimchungrü e Zeliang. Le tradizioni delle tribù e dei clan giocano un ruolo molto importante.
La religione maggioritaria è il Cristianesimo.